# Pablo Fornals
Pablo Fornals, de son nom de naissance Pablo Fornals Malla, né le 22 février 1996 à Castelló de la Plana, est un footballeur international espagnol qui évolue au poste de milieu de terrain offensif au Real Betis.

## Carrière

### En club

#### Confirmation à Villarreal
En juillet 2017, l'arrivée de Pablo Fornals au Villarreal CF est officialisée. Il s'engage pour cinq saisons et l'indemnité de transfert est estimée à 12 millions d'euros. Le nouveau numéro 8 du club s'impose au club dès sa première saison et se distingue pour son aptitute à délivrer des passes décisives, notamment pour Carlos Bacca. Fornals finit co-meilleur passeur de Liga lors de cette saison avec Lionel Messi et Luis Suárez.
Lors de la saison 2018-2019 du championnat d'Espagne, Pablo Fornals marque en tirant de 40 mètres face à l'Athletic Bilbao, Villarreal remporte finalement la rencontre 3 à 0.

#### Départ en Angleterre
En juin 2019, Fornals est recruté par West Ham United contre une indemnité estimée à 27 millions d'euros, ce qui est alors la deuxième recrue la plus onéreuse de l'histoire du club londonien après Felipe Anderson. Fornals dispose d'un contrat sur cinq saisons avec une option d'une année supplémentaire et devient entraîné par Manuel Pellegrini.

#### Retour en Espagne
Dans les dernières heures du mercato hivernal 2023-2024, un accord de transfert est établi entre West Ham United et le club espagnol du Real Betis Balompié. Un problème informatique du côté anglais empêche cependant le transfert d'être finalisé avant l'heure de fin du mercato. Sollicitée, la FIFA valide l'opération, Fornals intègre donc le club sévillan contre une indemnité de huit millions d'euros, dispose d'un contrat jusqu'en juin 2029 et y retrouve Manuel Pellegrini comme entraîneur,.

### En sélection
Le sélectionneur Vicente del Bosque fait débuter Pablo Fornals en équipe d'Espagne le 29 mai 2016, lors d'un match amical face à la Bosnie (victoire 3 à 1).
Le sélectionneur Luis Enrique rappelle Pablo Fornals en sélection, après plus de deux ans d'attente, le 18 novembre 2018, lors d'un match amical face à la Bosnie (victoire 1 à 0).

## Statistiques
| Saison                | Club                  | Championnat           | Championnat | Championnat | Championnat | Coupe nationale | Coupe nationale | Coupe nationale | Coupe de la Ligue | Coupe de la Ligue | Coupe de la Ligue | Compétition(s) continentale(s) | Compétition(s) continentale(s) | Compétition(s) continentale(s) | Compétition(s) continentale(s) | Autres compétitions | Autres compétitions | Autres compétitions | Autres compétitions | Espagne | Espagne | Espagne | Total | Total | Total |
| Saison                | Club                  | Division              | M.          | B.          | P.d.        | M.              | B.              | P.d.            | M.                | B.                | P.d.              | Comp.                          | M.                             | B.                             | P.d.                           | Comp.               | M.                  | B.                  | P.d.                | M.      | B.      | P.d.    | M.    | B.    | P.d.  |
| 2014-2015             | Atlético Malagueño    | Tercera División      | 34          | 9           | -           | -               | -               | -               | -                 | -                 | -                 | -                              | -                              | -                              | -                              | PO                  | 2                   | 0                   | -                   | -       | -       | -       | 36    | 9     | 0     |
| 2015-2016             | Atlético Malagueño    | Tercera División      | 5           | 3           | -           | -               | -               | -               | -                 | -                 | -                 | -                              | -                              | -                              | -                              | -                   | -                   | -                   | -                   | -       | -       | -       | 5     | 3     | 0     |
| Sous-total            | Sous-total            | Sous-total            | 39          | 12          | 0           | 0               | 0               | 0               | 0                 | 0                 | 0                 | -                              | 0                              | 0                              | 0                              | -                   | 2                   | 0                   | 0                   | 0       | 0       | 0       | 41    | 12    | 0     |
| 2015-2016             | Málaga CF             | Liga                  | 27          | 1           | 0           | 2               | 0               | 0               | -                 | -                 | -                 | -                              | -                              | -                              | -                              | -                   | -                   | -                   | -                   | 1       | 0       | 0       | 30    | 1     | 0     |
| 2016-2017             | Málaga CF             | Liga                  | 32          | 6           | 3           | 2               | 0               | 0               | -                 | -                 | -                 | -                              | -                              | -                              | -                              | -                   | -                   | -                   | -                   | -       | -       | -       | 34    | 6     | 3     |
| Sous-total            | Sous-total            | Sous-total            | 59          | 7           | 3           | 4               | 0               | 0               | 0                 | 0                 | 0                 | -                              | 0                              | 0                              | 0                              | -                   | 0                   | 0                   | 0                   | 1       | 0       | 0       | 64    | 7     | 3     |
| 2017-2018             | Villarreal CF         | Liga                  | 35          | 3           | 12          | 4               | 0               | 0               | -                 | -                 | -                 | C3                             | 7                              | 1                              | 1                              | -                   | -                   | -                   | -                   | -       | -       | -       | 46    | 4     | 13    |
| 2018-2019             | Villarreal CF         | Liga                  | 35          | 2           | 3           | 3               | 0               | 0               | -                 | -                 | -                 | C3                             | 12                             | 3                              | 3                              | -                   | -                   | -                   | -                   | 1       | 0       | 0       | 51    | 5     | 6     |
| Sous-total            | Sous-total            | Sous-total            | 70          | 5           | 15          | 7               | 0               | 0               | 0                 | 0                 | 0                 | -                              | 19                             | 4                              | 4                              | -                   | 0                   | 0                   | 0                   | 1       | 0       | 0       | 97    | 9     | 19    |
| 2019-2020             | West Ham United       | Premier League        | 36          | 2           | 5           | 2               | 1               | 1               | 2                 | 1                 | 0                 | -                              | -                              | -                              | -                              | -                   | -                   | -                   | -                   | -       | -       | -       | 40    | 4     | 6     |
| 2020-2021             | West Ham United       | Premier League        | 33          | 5           | 4           | 3               | 1               | 0               | -                 | -                 | -                 | -                              | -                              | -                              | -                              | -                   | -                   | -                   | -                   | -       | -       | -       | 36    | 6     | 4     |
| 2021-2022             | West Ham United       | Premier League        | 36          | 6           | 3           | 3               | 0               | 1               | 3                 | 0                 | 0                 | C3                             | 12                             | 0                              | 3                              | -                   | -                   | -                   | -                   | 4       | 1       | 1       | 58    | 7     | 8     |
| 2022-2023             | West Ham United       | Premier League        | 32          | 3           | 1           | 3               | 0               | 0               | 1                 | 1                 | 0                 | C4                             | 14                             | 3                              | 1                              | -                   | -                   | -                   | -                   | -       | -       | -       | 50    | 7     | 2     |
| 2023-2024             | West Ham United       | Premier League        | 15          | 0           | 0           | 1               | 0               | 0               | 2                 | 0                 | 0                 | C3                             | 5                              | 0                              | 0                              | -                   | -                   | -                   | -                   | -       | -       | -       | 23    | 0     | 0     |
| Sous-total            | Sous-total            | Sous-total            | 152         | 16          | 13          | 12              | 2               | 2               | 8                 | 2                 | 0                 | -                              | 31                             | 3                              | 4                              | -                   | 0                   | 0                   | 0                   | 4       | 1       | 1       | 207   | 24    | 20    |
| 2023-2024             | Real Betis Balompié   | Liga                  | 15          | 3           | 2           | -               | -               | -               | -                 | -                 | -                 | C4                             | -                              | -                              | -                              | -                   | -                   | -                   | -                   | -       | -       | -       | 15    | 3     | 2     |
| 2024-2025             | Real Betis Balompié   | Liga                  | 26          | 2           | 0           | 1               | 0               | 0               | -                 | -                 | -                 | C4                             | 11                             | 0                              | 1                              | -                   | -                   | -                   | -                   | -       | -       | -       | 38    | 2     | 1     |
| Sous-total            | Sous-total            | Sous-total            | 41          | 5           | 2           | 1               | 0               | 0               | -                 | -                 | -                 | -                              | 11                             | 0                              | 1                              | -                   | -                   | -                   | -                   | -       | -       | -       | 53    | 5     | 3     |
| Total sur la carrière | Total sur la carrière | Total sur la carrière | 361         | 45          | 33          | 24              | 2               | 2               | 8                 | 2                 | 0                 | -                              | 61                             | 7                              | 9                              | -                   | 2                   | 0                   | 0                   | 6       | 1       | 1       | 462   | 57    | 45    |

## Palmarès

### En club
Avec West Ham United, Pablo Fornals remporte la Ligue Europa Conférence en 2023. Avec le Real Betis, il est finaliste de cette compétition en 2025.

### En équipe nationale
Avec la sélection Espagne espoirs, Pablo Fornals est vainqueur du Championnat d'Europe espoirs en 2019. Avec l'équipe d'Espagne, il est finaliste de la Ligue des nations en 2021.